# Stazione di Brondolo
La stazione di Brondolo era una fermata ferroviaria posta sulla linea Rovigo-Chioggia. Serviva la località di Brondolo, frazione del comune di Chioggia.

## Storia
La fermata di Brondolo venne attivata il 23 maggio 1887 come parte della tratta da Loreo a Chioggia della linea Rovigo-Chioggia.
Venne soppressa nel 1981.